# Kiss tha Game Goodbye
Kiss tha Game Goodbye – wydany 7 sierpnia 2001 debiutancki album amerykańskiego rapera z Yonkers, Jadakissa. Promowany przez single "Knock Yourself Out", "We Gonna Make It", i "Put Ya Hands Up". 21 września 2001 roku album został zatwierdzony jako złoto. Do singla "Knock Yourself Out" powstał kontrowersyjny klip, ukazujący Jadakissa w łóżku z trzema dziewczynami.
Na "Kiss Tha Game Goodbye" wystąpiło kilku popularnych wykonawców, między innymi Snoop Dogg i Nas. Jadakiss stwierdził, że album powstał nie z jego inspiracji lecz z powodu zaległości względem Bad Boy Records. W refrenie singla "Put Ya Hands Up" ("Put ya hands up, nah, fuck it, put ya hands down" - "Podnieście ręce, nie, j***ć to, opuśćcie") pokazuje swój dystans, z jakim podchodził do albumu.
Niektóre utwory z "Kiss Tha Game Goodbye" można usłyszeć na DVD Ruff Ryders "Thug Workout", między innymi: "We Gon' Make It" (będący głównym utworem słyszanym w filmie), "Show Discipline", "None Of Y'all Betta", "On My Way".
"Kiss Da Game Goodbye" to podtytuł trzeciego mixtape'a DJ-a Clue z serii "Hev. E. Components", na których został zawarty utwór "We Gonna Make It". "Un-Hunh!" pojawiło się na składance DMX-a "Simzz Beatz Presents - Best of DMX" i mixtapie DJ-a 007 "Beast In The East" (pod tytułem "Here We Go"). Kilka piosenek z "Kiss Tha Game Goodbye", między innymi "Put Ya Hands Up" i "Show Discipline" pojawiły się na mixtapie Jadakissa i DJ-a Keyz "Al Qaeda Jada".

## Lista utworów
| #  | Tytuł                   | Autorzy                                                                                   | Producent(ci)                           | Występujący | Długość |
| -- | ----------------------- | ----------------------------------------------------------------------------------------- | --------------------------------------- | --- | ------- |
| 1  | "Intro"                 |                                                                                           | Jay "Icepick" Jackson                   | Jadakiss | 0:57    |
| 2  | "Jada's Got A Gun"      | J.C. Phillips, K. Dean, E. McCaine                                                        | Swizz Beatz                             | - Intro: E. McCaine, Antoine Stanton - Refren: E. McCaine, Antoine Stanton - Wszystkie zwrotki: Jadakiss                                                                                                  | 4:27    |
| 3  | "Show Discipline"       | J.C. Phillips, N. Jones, I. Leeper, B. Rush, D. Styles, J. VanLeer                        | Mahogany                                | - Intro: Jadakiss - Refren: Nas, Jadakiss - Pierwsza zwrotka: Jadakiss - Druga zwrotka: Nas - Trzecia zwrotka: Jadakiss                                                                                   | 3:39    |
| 4  | "Knock Yourself Out"    | J.C. Phillips, P. Williams, C. Hugo                                                       | The Neptunes                            | - Intro: Jadakiss - Refren: Pharell - Wszystkie zwrotki: Jadakiss | 3:32    |
| 5  | "We Gonna Make It"      | J.C. Phillips, D. Styles, A. Maman                                                        | The Alchemist                           | - Refren: Jadakiss - Pierwsza zwrotka: Jadakiss, Styles P - Druga zwrotka: Jadakiss, Styles P - Trzecia zwrotka: Jadakiss, Styles P                                                                       | 3:33    |
| 6  | "None Of Y'all Betta"   | J.C. Phillips, D. Styles, S. Jacobs, C. Martin                                            | DJ Premier                              | - Intro: Styles P - Refren: Jadakiss, Styles P, Sheek Louch - Pierwsza zwrotka: Styles P - Druga zwrotka: Sheek Louch - Trzecia zwrotka: Jadakiss                                                         | 3:37    |
| 7  | "Stick Yourself (Skit)" | S. Martin, J. Jackson                                                                     | Grimy, Jay "Icepick" Jackson            | Big Will, Cross & Icepick | 1:49    |
| 8  | "I'm A Gangsta"         | J.C. Phillips, A. Fields                                                                  | P.K.                                    | - Intro: Jadakiss - Refren: Parlé, Jadakiss - Wszystkie zwrotki: Jadakiss | 3:30    |
| 9  | "Nasty Girl"            | J.C. Phillips, P. Jones, T. Mosley                                                        | Timbaland                               | - Intro: Jadakiss, Timbaland - Wszystkie zwrotki: Jadakiss - Refren: Carl Thomas, Timbaland - Outro: Timbaland - Wokal wspierający: Timbalanda, Carl Thomas                                               | 3:57    |
| 10 | "Put Ya Hands Up"       | J.C. Phillips, W. Brown, D. Richards, S. Green                                            | Wayne-O                                 | Jadakiss | 3:27    |
| 11 | "Jay Jerkin' (Skit)"    | J. Phillips, S. Jacobs, J. Hood                                                           | Jay "Icepick" Jackson, Sheek            | Jadakiss, Sheek Louch & J-Hood | 2:42    |
| 12 | "On My Way"             | J.C. Phillips, K. Dean                                                                    | Swizz Beatz                             | - Intro: Jadakiss - Refren: Swizz Beatz, Jadakiss - Wszystkie zwrotki: Jadakiss - Outro: Swizz Beatz | 4:21    |
| 13 | "Cruisin'"              | J.C. Phillips, C. Broadus, M. Gomez                                                       | DJ Shok                                 | - Refren: Nate Dogg, Jadakiss, Snoop Dogg - Pierwsza zwrotka: Jadakiss - Druga zwrotka: Snoop Dogg - Trzecia zwrotka: Jadakiss                                                                            | 3:55    |
| 14 | "Kiss Is Spittin"       | J.C. Phillips, K. Dean, E. McCaine, J. Leiber, M. Stoller                                 | Eric McCaine, Swizz Beatz (co-producer) | - Intro: Jadakiss - Refren: Mashonda, Nate Dogg, Jadakiss - Wszystkie zwrotki: Jadakiss | 3:55    |
| 15 | "Fuckin' Or What?"      | J.C. Phillips, K. Dean, D. Styles, L. Creed, Bell                                         | Swizz Beatz                             | Jadakiss | 3:42    |
| 16 | "It's Time I See You"   | J.C. Phillips, S. Green, J. Jacobs, E. Jeffers, S. Martin, M. Smalls, J. Smith, D. Styles | Just Blaze                              | - Intro: Drag-On - Pierwsza zwrotka: Drag-On - Druga zwrotka: Cross - Trzecia zwrotka: Infa.Red - Czwarta zwrotka: Eve - Piąta zwrotka: Styles P - Szósta zwrotka: Sheek Louch - Siódma zwrotka: Jadakiss | 4:11    |
| 17 | "What You Ride For?"    | J.C. Phillips, J. Anderson, P. Smith, R. Jones Jr.                                        | Fiend                                   | - Intro: Fiend - Refren: Fiend - Pierwsza zwrotka: Fiend, Yung Wun - Druga zwrotka: Eightball, Jadakiss                                                                                                   | 4:30    |
| 18 | "Un-Hunh!"              | J.C. Phillips, E. Simmons, T. Weisman, R. Salas                                           | Mas, Rated R                            | - Intro: DMX, Jadakiss - Refren: DMX, Jadakiss - Pierwsza zwrotka: DMX - Druga zwrotka: Jadakiss - Trzecia zwrotka: DMX, Jadakiss                                                                         | 4:22    |
| 19 | "Feel Me (Skit)"        | A.D. Maman, J. Phillips                                                                   | The Alchemist                           | Jadakiss | 2:00    |
| 20 | "Keep Ya Head Up"       | J.C. Phillips, G. Hines, I. Leeper, T. Lewis, C. Thompson, J. Harris                      | Mahogany, Chucky Thompson               | - Intro: Jadakiss - Refren: Ann Nesby - Wszystkie zwrotki: Jadakiss - Outro: Ann Nesby - Wokal wspierający: Ann Nesby                                                                                     | 5:27    |
| 21 | "Charge It (Skit)"      | J. Phillips, S. Jacobs                                                                    | Jadakiss                                | Jadakiss, Sheek Louch, Chep & Gab | 5:06    |

## Sample
Show Discipline
- "I've Been Watching You" (Southside Movement)

We Gonna Make It
- "My Music" (Samuel Jonathan Johnson)

Put Ya Hands Up
- "The Boogie Man 45" (Jackson 5)

Kiss Is Spittin
- "I Keep Forgettin'" (Michael McDonald)
- "Regulators" (Warren G)

Feel Me (Skit)
- "Noah's Ark" (Kitaro)

## Single
| Informacje                                                      |
| --------------------------------------------------------------- |
| "We Gonna Make It" - Released: 7 sierpnia 2001 - B-side:        |
| "Knock Yourself Out" - Released: 22 października 2001 - B-side: |

## Album na listach
| Rok  | Album                 | Listy         | Listy                  | Listy |
| ---- | --------------------- | ------------- | ---------------------- | ----- |
| Rok  | Album                 | Billboard 200 | Top R&B/Hip Hop Albums |       |
| 2001 | Kiss Tha Game Goodbye | #5            | #2                     |       |

## Singles na listach
| Rok  | Utwór              | Chart position    | Chart position                   | Chart position  |
| ---- | ------------------ | ----------------- | -------------------------------- | --------------- |
| Rok  | Utwór              | Billboard Hot 100 | Hot R&B/Hip-Hop Singles & Tracks | Hot Rap Singles |
| 2001 | We Gonna Make It   | -                 | #53                              | #5              |
| 2001 | Knock Yourself Out | -                 | #34                              | -               |
| 2001 | Put Ya Hands Up    | -                 | #80                              | -               |